# 1994 في أوكرانيا
فيما يلي قوائم الأحداث التي وقعت خلال عام 1994 في أوكرانيا.

## سياسة

### تعيين في المنصب
- 11 مايو – ليونيد كوتشما نائب الشعب الأوكراني [الإنجليزية]‏،قائمة رؤساء أوكرانيا.
- 11 مايو – ميكولا أزاروف نائب الشعب الأوكراني [الإنجليزية]‏.
- 24 يوليو – بافلو لازارينكو نائب الشعب الأوكراني [الإنجليزية]‏.
- 25 سبتمبر – ليونيد كرافتشوك نائب الشعب الأوكراني [الإنجليزية]‏.

### انتهاء فترة المنصب
- 10 مايو – ليونيد كوتشما نائب الشعب الأوكراني [الإنجليزية]‏،نائب الشعب الأوكراني [الإنجليزية]‏.

## مواليد

### يناير
- 10 يناير – أرتيم كليمنكو لاعب كرة سلة أمريكي.
- 28 يناير – جويل بولومبوي لاعب كرة سلة أوكراني.

### فبراير
- 20 فبراير – كاترينا كوزلوفا لاعبة كرة مضرب أوكرانية.

### أغسطس
- 15 أغسطس – يليزافيتا هيليازيتدينوفا لاعبة كرة يد أوكرانية.

### سبتمبر
- 12 سبتمبر – يلينا سفيتولينا لاعبة كرة مضرب أوكرانية.

## وفيات

### يناير
- 14 يناير – زينو دافيدوف (مواليد 1906)

### أكتوبر
- 20 أكتوبر – سيرغي بوندارتشوك (مواليد 1920)

### نوفمبر
- 13 نوفمبر – فلاديمير إيفاشكو (مواليد 1932)
- 16 نوفمبر – إدوارد كوزينكيفيتش (مواليد 1949)